# Salambati
 Salambati  (olaszul: Salambati) falu Horvátországban, Isztria megyében. Közigazgatásilag Svetvinčenathoz tartozik.

## Fekvése
Az Isztria délkeleti részén, Pólától 29 km-re északra, községközpontjától 4 km-re nyugatra, az A9-es autópálya és a Póla-Divača vasútvonal mellett fekszik.

## Története
A település a 16. században népesült be, amikor a velenceiek Dalmáciáól a török elől menekülő horvátokat telepítettek ide. A svetvinčenati plébániához tartozott. A falunak 1880-ban 61, 1910-ben 78 lakosa volt. Az első világháború után Olaszországhoz került. Az Isztria az 1943-as olasz kapituláció után szabadult meg az olasz uralomtól. A második világháború után Jugoszlávia, majd Jugoszlávia felbomlása után 1991-ben a független Horvátország része lett. 2011-ben a falunak 23 lakosa volt. Lakói mezőgazdasággal, főként szőlőtermesztéssel foglalkoznak.

## Nevezetességei
A falu végén állt egykori Szent Mátyás templom ma romokban van.

## Lakosság
| Lakosság változása | Lakosság változása | Lakosság változása | Lakosság változása | Lakosság változása | Lakosság változása | Lakosság változása | Lakosság változása | Lakosság változása | Lakosság változása | Lakosság változása | Lakosság változása | Lakosság változása | Lakosság változása | Lakosság változása | Lakosság változása |
| ------------------ | ------------------ | ------------------ | ------------------ | ------------------ | ------------------ | ------------------ | ------------------ | ------------------ | ------------------ | ------------------ | ------------------ | ------------------ | ------------------ | ------------------ | ------------------ |
| 1857               | 1869               | 1880               | 1890               | 1900               | 1910               | 1921               | 1931               | 1948               | 1953               | 1961               | 1971               | 1981               | 1991               | 2001               | 2011               |
| 0                  | 0                  | 61                 | 71                 | 89                 | 78                 | 0                  | 0                  | 71                 | 58                 | 58                 | 45                 | 40                 | 30                 | 25                 | 23                 |